# 武蔵陵墓地
座標: 北緯35度39分0.85秒 東経139度16分48.16秒 / 北緯35.6502361度 東経139.2800444度

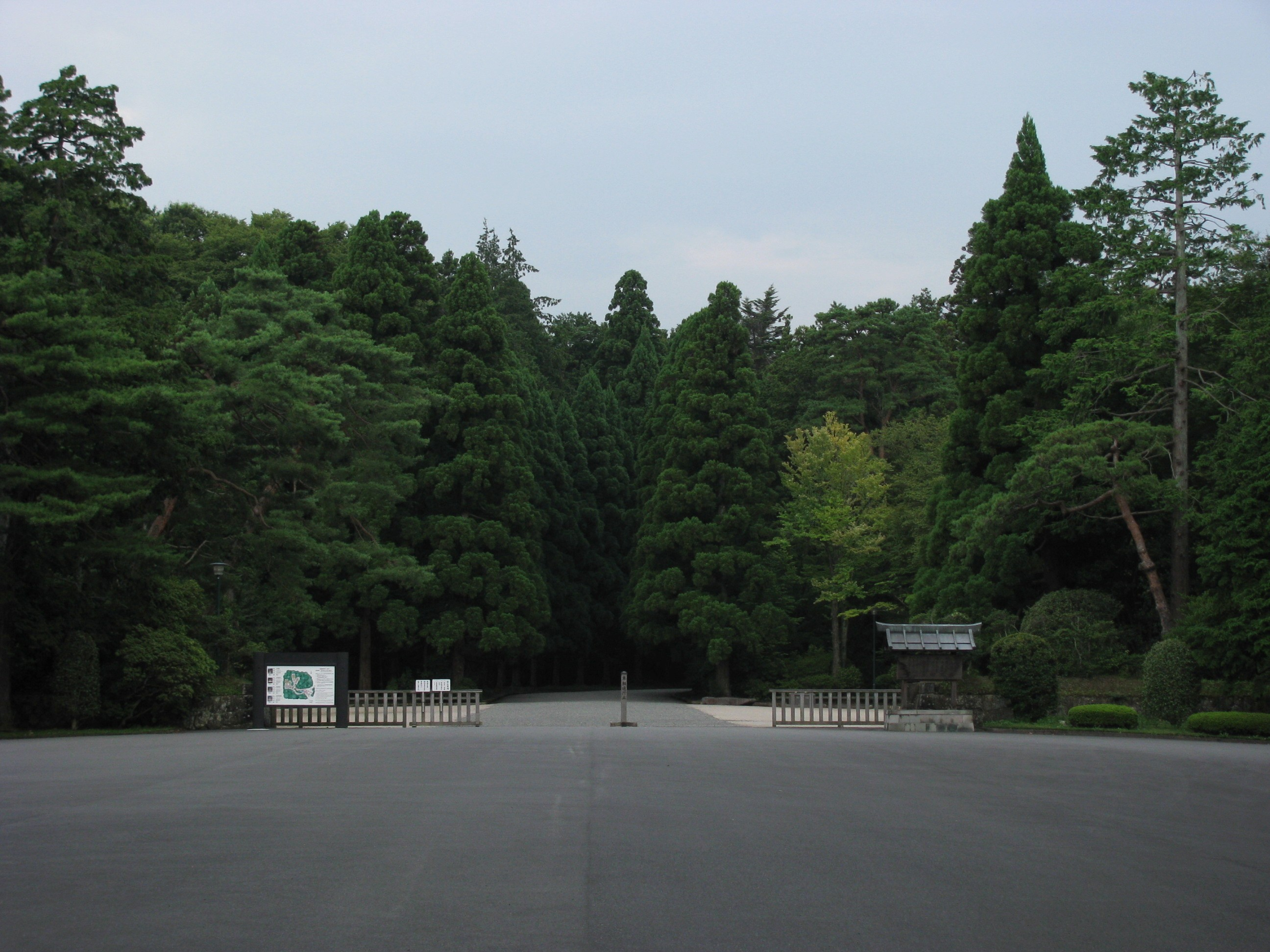
武蔵野陵墓地入口付近

武蔵陵墓地（むさしりょうぼち）は、東京都八王子市長房町にある皇室墓地。大正天皇陵・貞明皇后陵・昭和天皇陵・香淳皇后陵の4陵が造営されている。
昭和天皇陵が造営される以前は多摩御陵（たまごりょう）と称しており、現在でも通称として使われている。八王子八十八景のひとつ。宮内庁書陵部多摩陵墓監区事務所がある。

## 概要
1927年（昭和2年）に大正天皇陵所として、南多摩郡横山村と他2町村にまたがる御料地が選定された。横山村の地が選ばれた理由は、地震を考慮して地盤が強いこと、万葉集に「多麻の横山」と詠まれたことなどによる。将来にも陵墓を造営できるように、御料地に隣接する民有地が買い上げられたため、現在は八王子市長房町、廿里町などに及ぶ、約46万平方メートルの敷地となっている。敷地内には数戸の農家や東照寺や長泉寺などの寺社、民間墓所などがあり、交渉をして移転が行われた。墓地正門から陵に至る約400メートルの参道両側に、京都より取り寄せた北山杉を約150本植えた並木道が形成されている。北山杉の高さは、植林当初は人の背丈の2倍ほどであったが、現在は20mを超すまでに成長している。

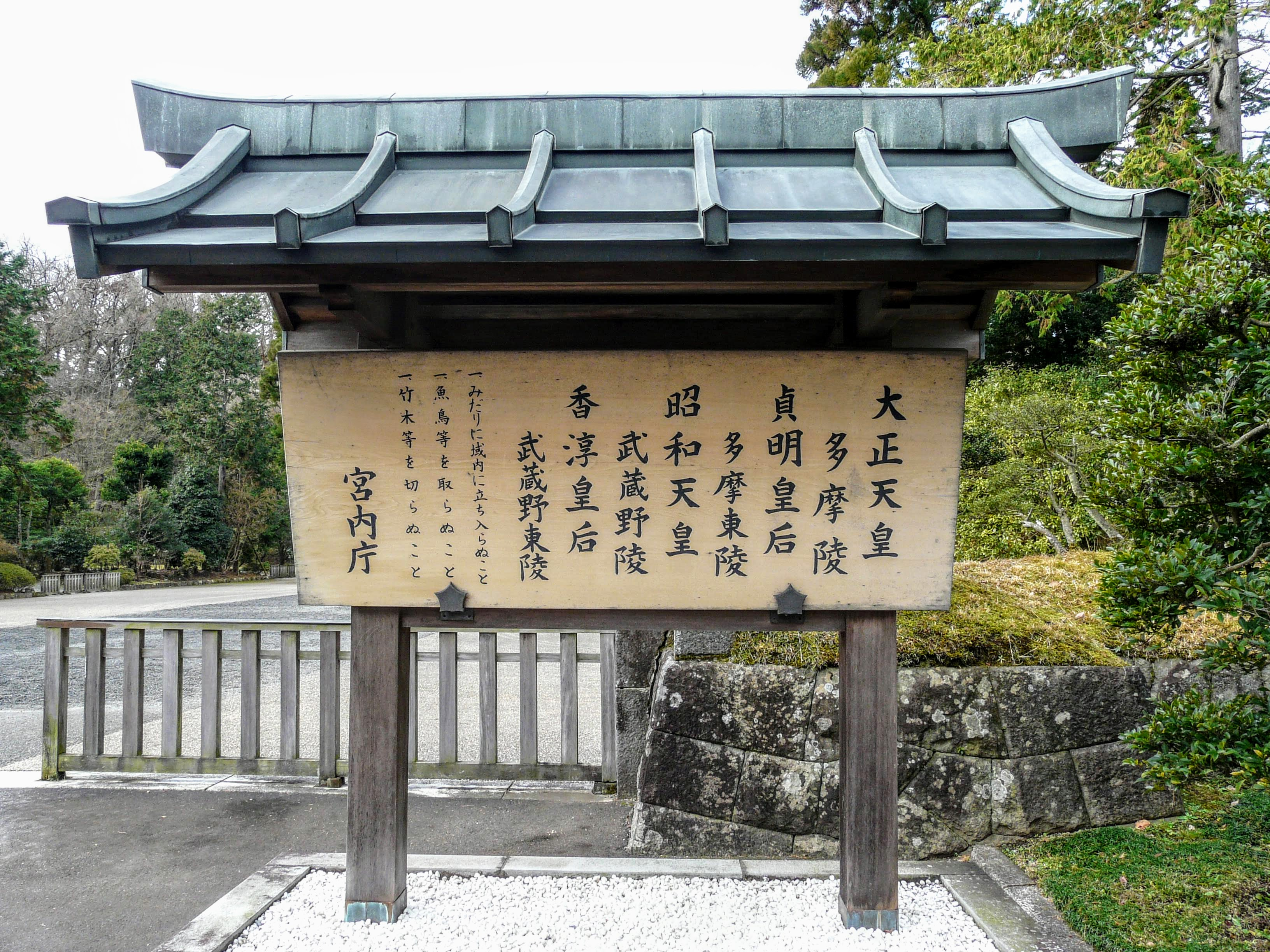
武蔵野陵墓地入口にある陵銘板
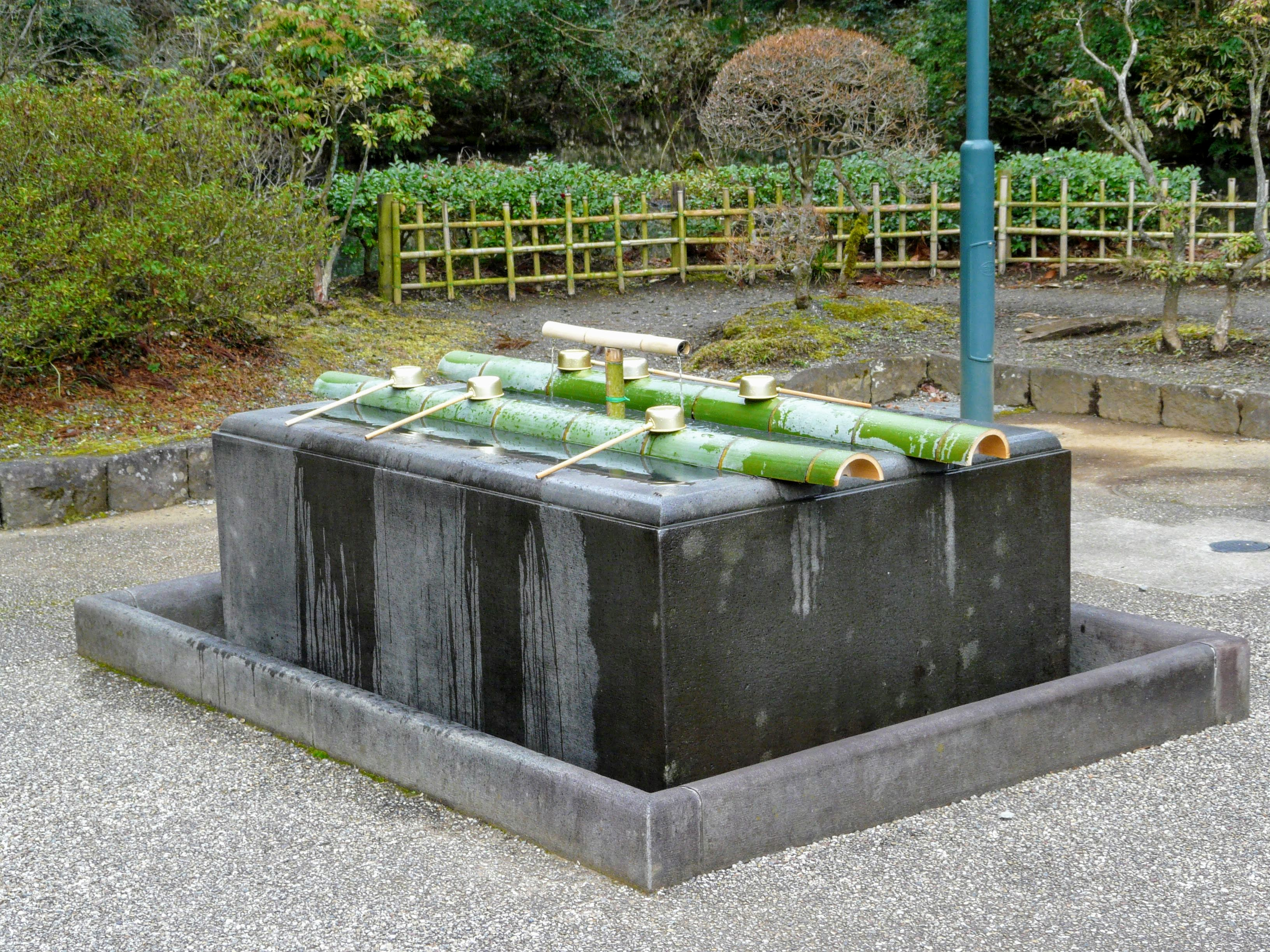
手水場
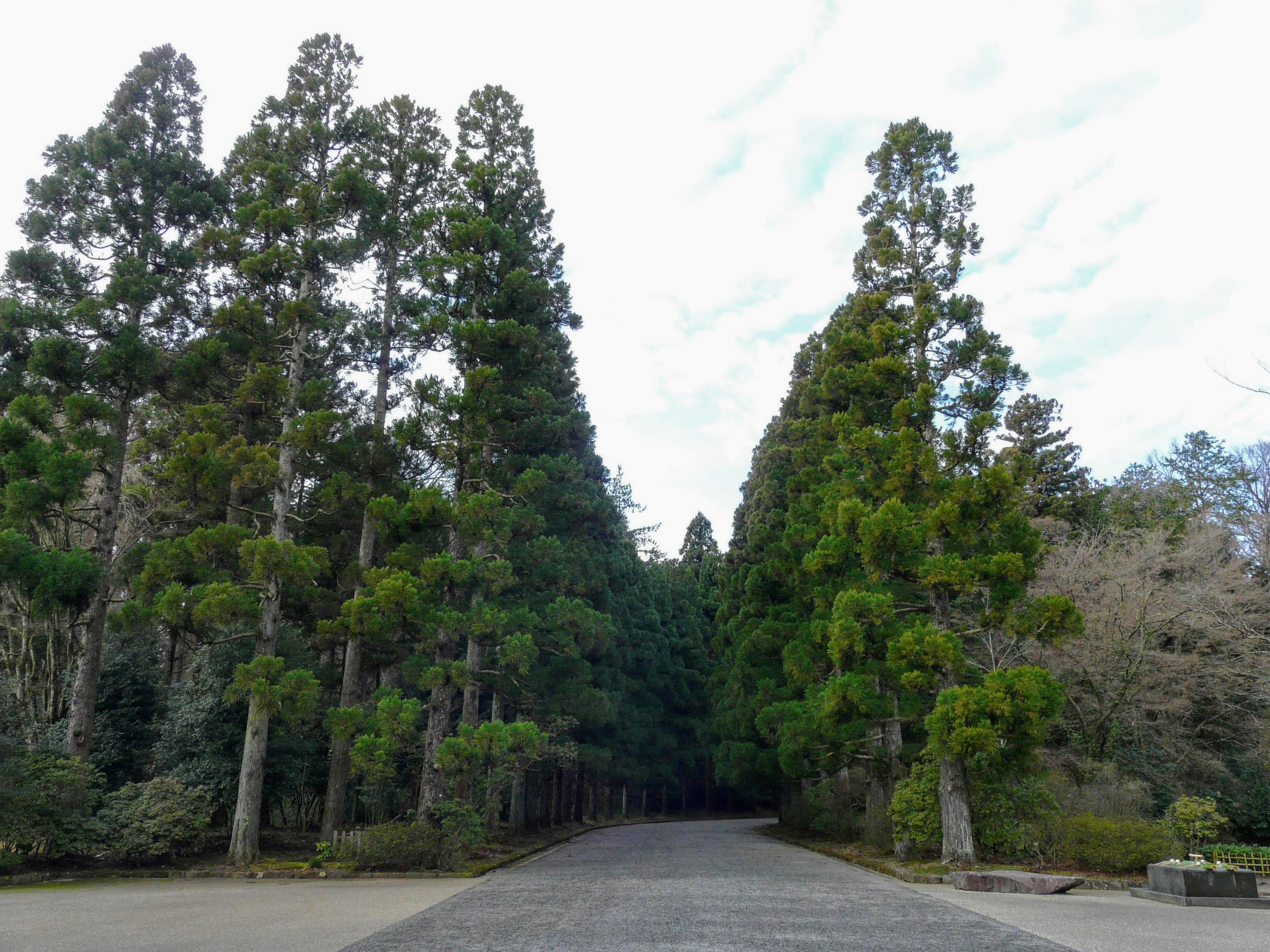
参道の杉並木

## 大正天皇陵「多摩陵」
多摩陵（たまのみささぎ）は大正天皇の陵。1926年（大正15年）12月25日に崩御した大正天皇は、翌1927年（昭和2年）2月7日に新宿御苑において斂葬の儀（葬場殿の儀、大葬）が行われ、翌8日に陵所に埋葬された。陵墓は、前年10月に公布された皇室陵墓令に基づいて当時の東京府南多摩郡横山村から浅川村、元八王子村の御料地内に造営され、1月3日に日枝神社宮司による陵所地鎮祭が行われた。
陵の造営は1927年（昭和2年）5月2日に起工され同年12月23日に竣工し、陵域の面積は2,500平方メートルあり、生前に愛好された盆栽・植木などが植栽されている。墳丘の型式などは伏見桃山陵（京都市伏見区）が参考にされ、陵の形態は上部3段・下部3段の上円下方墳で南面している。上円は直径15メートルで高さは10.61メートルあり、一番下部の段は一辺27メートルの正方形で多摩川の石が葺き石として用いられており、南面は前方部の形をとっているので前方後円墳のような形をしている。これは奈良県桜井市の伝舒明陵古墳の形状に酷似している。陵名の由来として、続日本後紀、日本国現報善悪霊異記や万葉集などに出てくる「多麻の横山」などに見られる武蔵国の中心の「多摩郡」にちなみ、「多摩陵」と命名された。石槨に納める陵誌は閑院宮載仁親王の染筆。
鳥居を隔てて、陵の正面に皇族拝所がある。階段を下ったところに特別拝所があり、さらに下ったところに一般拝所がある。皇族拝所と一般拝所には鳥居が設けられている。
1945年（昭和20年）8月2日、八王子、浅川方面への空襲に伴い、大正天皇陵の陵域内にも約1000発の焼夷弾が落下。陵の下段や周囲溝の石、石階段、石柵、土留などが破壊された。
毎年12月25日には陵および皇居宮中三殿で大正天皇例祭が行われている。当日には陵所に幔幕が巡らされ、皇族拝所に仮屋が設置されて祭祀が行われる。

## 貞明皇后陵「多摩東陵」
多摩東陵（たまのひがしのみささぎ）は貞明皇后の陵。
1951年（昭和26年）5月17日に崩御した貞明皇后は、6月22日に斂葬の儀が行われ、陵所に埋葬された。
陵の造営は、1951年（昭和26年）9月10日に起工され、翌1952年（昭和27年）5月1日に竣工し、陵域の面積は1800平方メートルあり、生前に愛好された梅、桃など約50種ほどの草木が植栽されている。陵の形態は上部3段・下部3段の上円下方墳で、高さ6.25メートルで、陵の構成は一般拝所に段がないことを除けば、大正天皇陵とほぼ同じである。陵名の由来として、大正天皇陵のほぼ東に位置するため「多摩東陵」と命名された。石槨に納める陵誌は高松宮宣仁親王の染筆。
毎年5月17日には陵および皇居宮中三殿で貞明皇后例祭が行われている。当日には陵所に幔幕が巡らされ、皇族拝所に仮屋が設置されて祭祀が行われる。

## 昭和天皇陵「武藏野陵」
武藏野陵（むさしののみささぎ）は昭和天皇の陵。
昭和天皇は1989年（昭和64年）1月7日に崩御した。同年2月24日に斂葬の儀（大喪の礼）が行われ、造営中の陵所に埋葬された。同月27日に「武蔵野陵」と命名された。なお、陵の命名に先立ち、昭和天皇の柩に添えられた陵誌（墓碑）には、礼宮文仁親王（後の秋篠宮文仁親王）の揮毫により「昭和天皇　武蔵野陵　昭和六十四年一月七日午前六時三十三分崩御　平成元年二月二十四日斂葬」と刻まれている。また、この昭和天皇陵の造営により、墓地の名称が「武蔵陵墓地」と改称された。
陵の造営は1989年（平成元年）4月17日に起工され1990年（平成2年）1月6日に竣工し、陵域の面積は2,500平方メートルあり、生前に愛好された桜、アケボノスギなど約55種が植栽されている。陵の形態は上部3段・下部3段の上円下方墳で、高さ8.75メートルで、大正天皇陵の北東に位置し、陵の構成は一般拝所に段がないことを除けば大正天皇陵とほぼ同じだが、ほぼ南面し大正天皇陵より上円部の丸みがなだらかになり、また一般拝所から墳丘がある段までの高さが低くなっており、威圧感を減らす試みがなされている。陵名の由来として、昭和天皇は自然を愛し、御製で「武蔵野」を詠んだこと、また「武蔵野」は万葉集にも見られることから、「武蔵野陵」と命名された。石槨に納める陵誌は礼宮文仁親王の染筆。
毎年1月7日に陵および皇居宮中三殿で昭和天皇祭が行われている。当日には陵所に幔幕が巡らされ、皇族拝所に仮屋が設置されて祭祀が行われる。

## 香淳皇后陵「武藏野東陵」
武藏野東陵（むさしののひがしのみささぎ）は香淳皇后の陵。
香淳皇后は2000年（平成12年）6月16日に崩御し、7月25日に斂葬の儀が行われ、埋葬された。
陵の造営は、2000年（平成12年）9月25日に起工され、翌2001年（平成13年）6月15日に竣工し、陵域の面積は1800平方メートルあり、生前に愛好した桃、バラなど約40種ほどの草木が植栽されている。陵の形態は上部3段・下部3段の上円下方墳で、高さ6.25メートルで、陵の構成は昭和天皇陵とほぼ同じである。陵名の由来として、昭和天皇陵のほぼ東に位置するため「武藏野東陵」と命名された。石槨に納める陵誌は常陸宮正仁親王の染筆。
毎年6月16日に陵および皇居宮中三殿で香淳皇后例祭が行われている。当日には陵所に幔幕が巡らされ、皇族拝所に仮屋が設置されて祭祀が行われる。

## 交通
- 最寄り駅はJR中央本線・京王高尾線高尾駅

なお、1927年から1960年までは中央本線上に皇室専用の東浅川駅があったほか、一般人の利用が可能な鉄道・軌道として、1929年から1939年まで武蔵中央電気鉄道（廃止直前に京王に合併）、1931年から1945年まで京王御陵線があった。1967年に高尾線が開業した際に御陵線は一部区間が高尾線に組み込まれたが、多摩御陵前駅に至る区間は復活せず廃止されており、現在では武蔵陵墓地の付近に鉄道駅はない。